# 1880年美国总统选举
1880年美国总统选举于1880年11月2日举行，是历史上第24次美国总统大选。大选四年一办，本次的竞争双方主要是共和党候选人詹姆斯·艾布拉姆·加菲尔德和民主党候选人温菲尔德·斯科特·汉考克，最终加菲尔德胜出当选美国总统，选民投票率在美国历史上名列前茅。两位候选人的普选票总数差距尚不足两千，创下美国总统大选普选票最小差距纪录并保持至今。但从选举人票来看，加菲尔德的优势要大得多，人口众多的北方州几乎全部为他所得，以214张选举人票战胜155票的对手。汉考克赢得所有南方州，虽不足取胜，但党派在这些州的主导地位更形巩固并继续保持数十年。
在任总统拉瑟福德·伯查德·海斯遵守1876年竞选期间的承诺，没有竞选连任。经过共和党历史上耗时最长的提名大会，四分五裂的党派选择又一位俄亥俄州人，联邦众议员兼内战将领加菲尔德作为旗手。民主党的人选同样是内战将领，生于宾夕法尼亚州的职业军人温菲尔德·斯科特·汉考克。绿背党这一新兴左翼政党也提名内战将领，艾奥瓦州联邦众议员詹姆斯·B·韦弗出山，希望打破两大主要党派的支配地位。选战主要围绕内战忠诚度、关税和华人移民问题展开，加菲尔德和汉考克赢得的普选票数均略超过总票数的48%，剩下的不到4%由韦弗和另外两位候选人瓜分。

## 背景
早在内战爆发前，共和党和民主党就已成为美国境内的两大政党，在全国选民中的支持率基本势均力敌。党员通常只认同党派的部分意识形态，选民的政党通常反映其种族和宗教背景，以及他和家人在内战中选择忠于哪一方。生活在北方的大部分新教徒和南方的黑人都支持共和党，南方白人居民和北方的天主教徒则大多支持民主党。1877年妥协后，战后重建逐渐淡出人们的视野，但内战的倾轧及其余波表明美国仍大致沿南北分界线分裂。
关税改革和金本位同样在国家及主要政党中引起分裂。货币问题引起旷日持久的激烈辩论，各方针对美元的价值基础争执不下。内战爆发前，美国的法定货币只有金币和银币，但为了给战争融资，国会不得不发行人称“绿钞”的美元纸币，其价值由政府债券担保。绿钞一方面帮助支付战争成本，但另一方面也引发美国革命以来最严重的通货膨胀。战争结束后，债券持有人及其他债权人希望恢复金本位，这些人大部分属于北方各州。与此同时，通货膨胀对于债务人非常有利，因为这可以显著减少他们欠下的债务额度，这些人大多来自南部和西部各州。此外，通货膨胀还会令信贷标准相对宽松，因此受到工人和部分商人的欢迎。各个党派内部对这一议题无法达成共识，共和党和民主党内部都出现类似的分裂，1876年大选时，两党提名人选均为“硬钱派”（支持货币金本位的候选人被称为“硬钱派”，鼓励通胀政策的政治家则被称为“软钱派”），催生出第三党绿背党。1873年，国会通过法案有效将白银货币化，并于1879年已经开始用绿钞兑回黄金，进而限制其流通，货币问题的争论也因此愈演愈烈。到1880年大选前，美国的货币虽然只是由黄金提供价值保障，但货币问题还远远没有得到解决。
关税问题在普选期间受到的关注更大。内战期间，国会将保护性关税的税额提至历史新高。这一方面是为了支付战争开销，另一方面也是因为高额关税是北方州民心所向。高额关税会导致进口商品价格提高，促进美国本土产品在国内的销量。共和党支持高关税，将之作为保护美国就业和促进经济繁荣的手段。民主党则总体认为这一措施会导致商品价格过于高昂，联邦政府的财政收入会越来越高，由于内战已经结束，政府并不需要这么多的收入。不过，北方州的许多民主党人也像身边的共和党人一样从经济角度支持高关税，所以在民主党竞选纲领中呼吁只对营收征收关税的情况下，其候选人却会尽可能地回避这个问题。
1876年，来自俄亥俄州的共和党人拉瑟福德·伯查德·海斯在大选中战胜纽约州民主党人塞缪尔·J·蒂尔登，竞选激烈程度创下美国历史上的新纪录。选举结果起初显示民主党获胜，但有多个州的选举人票出现激烈争议，直到新总统就职前几天才尘埃落定。国会两党议员达成妥协，组建选举委员会，委员会最终裁决海斯赢得大选。许多民主党人认为共和党窃取了大选的果实，“偷来的大选”成为民主党振臂高呼的口号，在众议院占据多数的民主党议员于1878年花了大部分时间展开调查，但未能找到任何足以打倒共和党对手的新证据。不过，蒂尔登仍被视为1880年大选极具竞争力的候选人。共和党方面，海斯1877年的就职典礼标志着针对1880年大选提名各种暗箱操作的开始。海斯在竞选期间承诺，不会再寻求连任，这样共和党就必须另行提名人选在1880年接掌白宫。他在选择内阁成员时的做法疏远了许多党派领导人，还进一步加深了党内两大派系不断增长的鸿沟，这两大派系的一方以纽约州联邦参议员罗斯科·康克林（Roscoe Conkling）为首，另一方则忠于缅因州联邦参议员詹姆斯·G·布莱恩。

## 提名大会
1880年夏，各党派分别召开提名大会，选派总统大选候选人并制订党纲。

### 共和党
6月12日，共和党提名大会率先在芝加哥召开。大会上共有14人竞争共和党总统候选人提名，其中最具实力的3位分别是前总统尤利西斯·辛普森·格兰特、联邦参议员詹姆斯··布莱恩和财政部长约翰·舍曼。格兰特是内战时期北军的总司令，曾于1869至1877年担任两届总统，有意史无前例地第三次入主白宫，他拥有以康克林为首的共和党强硬派支持。布莱恩是缅因州联邦参议员和前联邦众议员，拥有温和派共和党人的支持。舍曼当时是海斯总统内阁的财政部长，还曾是俄亥俄州联邦众议员，他的哥哥是内战将领威廉·特库姆塞·舍曼。既不属强硬派、又不属温和派的与会代表支持舍曼。
舍曼在首轮投票中只得到93票，格兰特和布莱恩分别有304和285票。由于候选人都远未达到胜出所需票数，大会继续投票，但经过35轮投票后仍未能决出胜负，最终布莱恩和舍曼的支持者转为支持新的“黑马”候选人，俄亥俄州联邦众议员詹姆斯·艾布拉姆·加菲尔德，后者以399票赢得提名，其中大部分都来自舍曼和布莱恩的支持者。为了安抚格兰特的派系，来自俄亥俄州的加菲尔德支持者根据康克利的建议推举列维·P·莫顿竞选副总统，但莫顿没有接受。大会接下来又推举纽约州强硬派切斯特·艾伦·阿瑟，康克林希望阿瑟也谢绝，但阿瑟选择接受，并以468票支持获选为加菲尔德的竞选搭档，有史以来耗时最长的共和党全国大会随后休会。

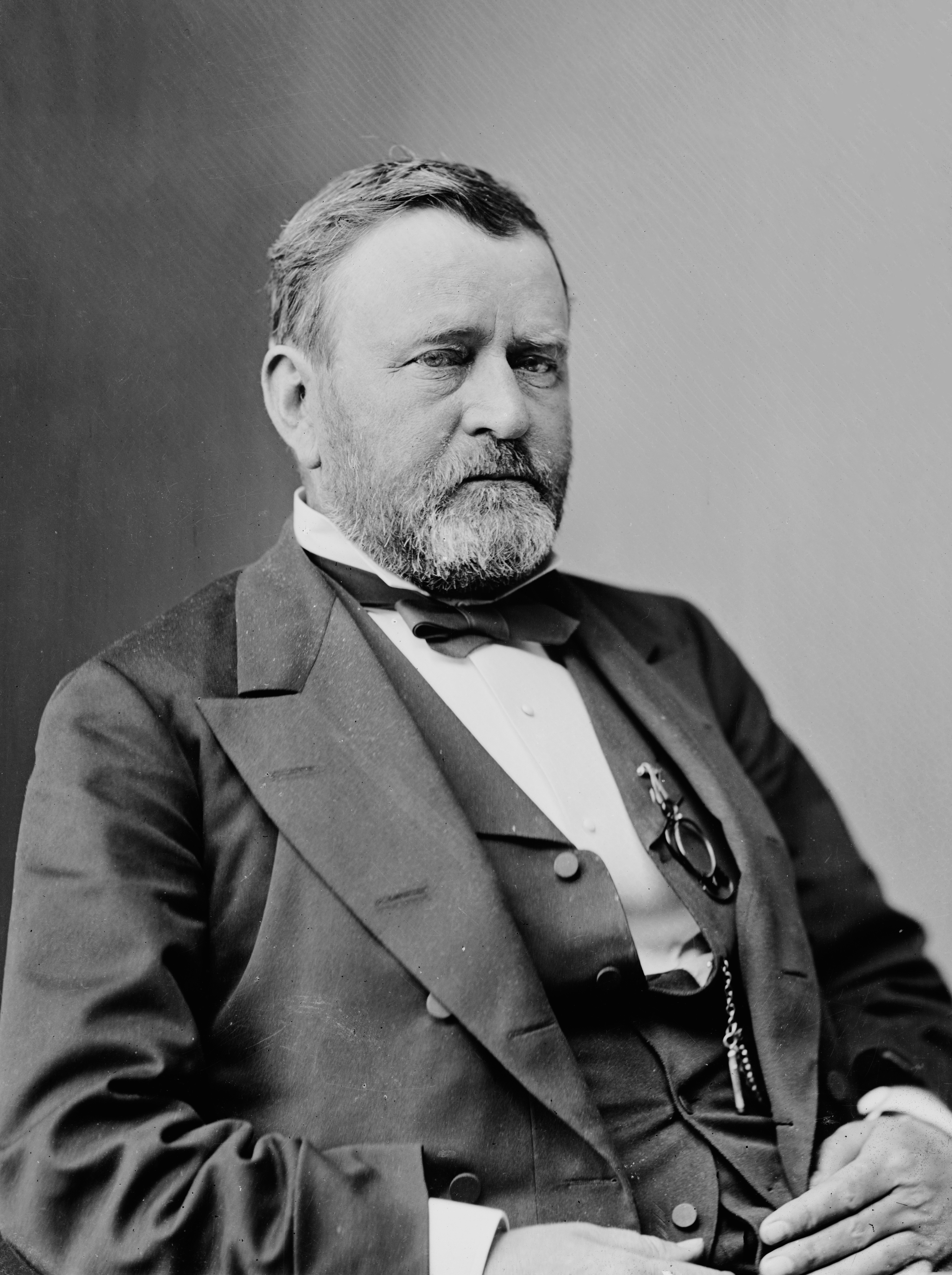
尤利西斯·辛普森·格兰特
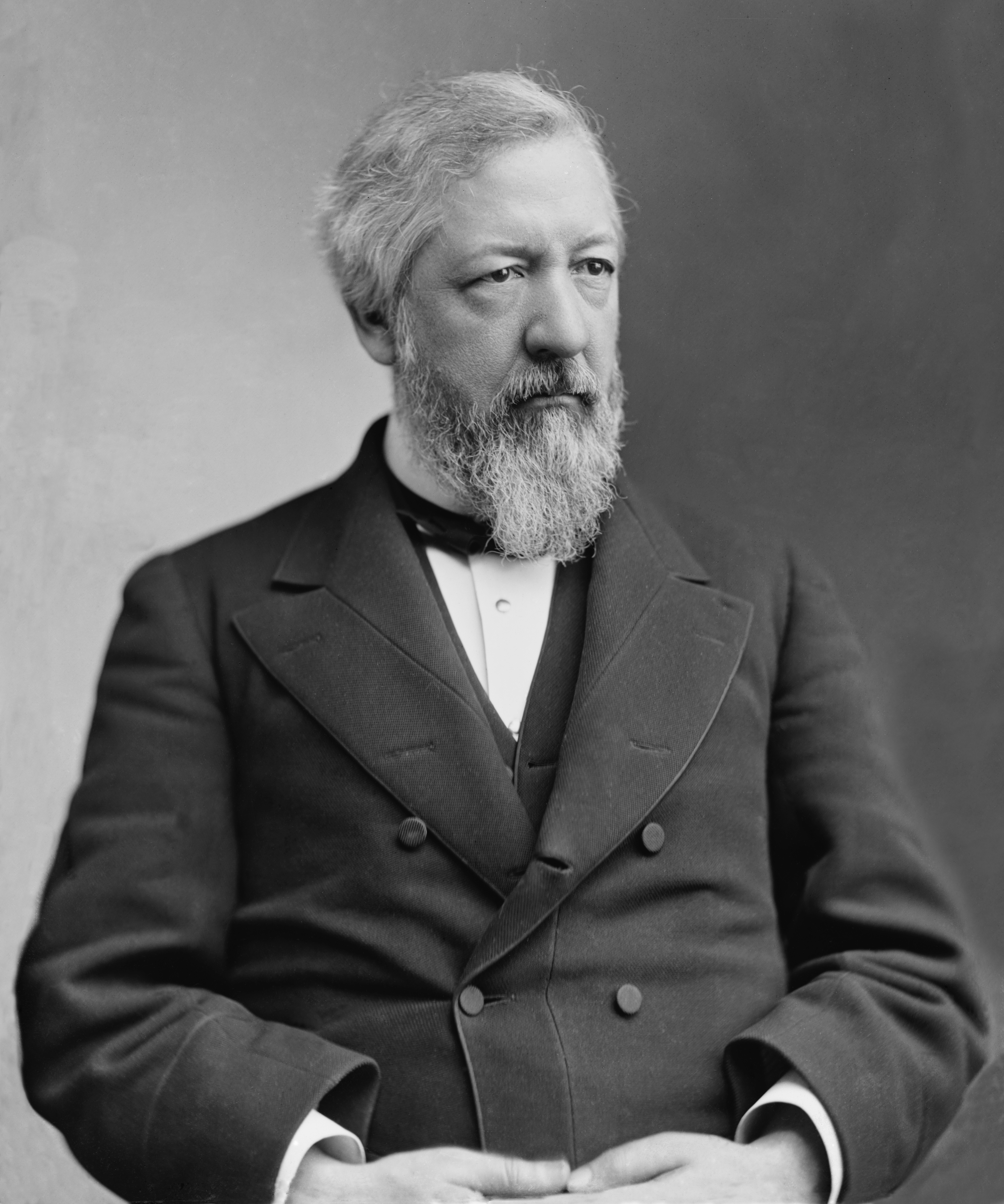
詹姆斯··布莱恩
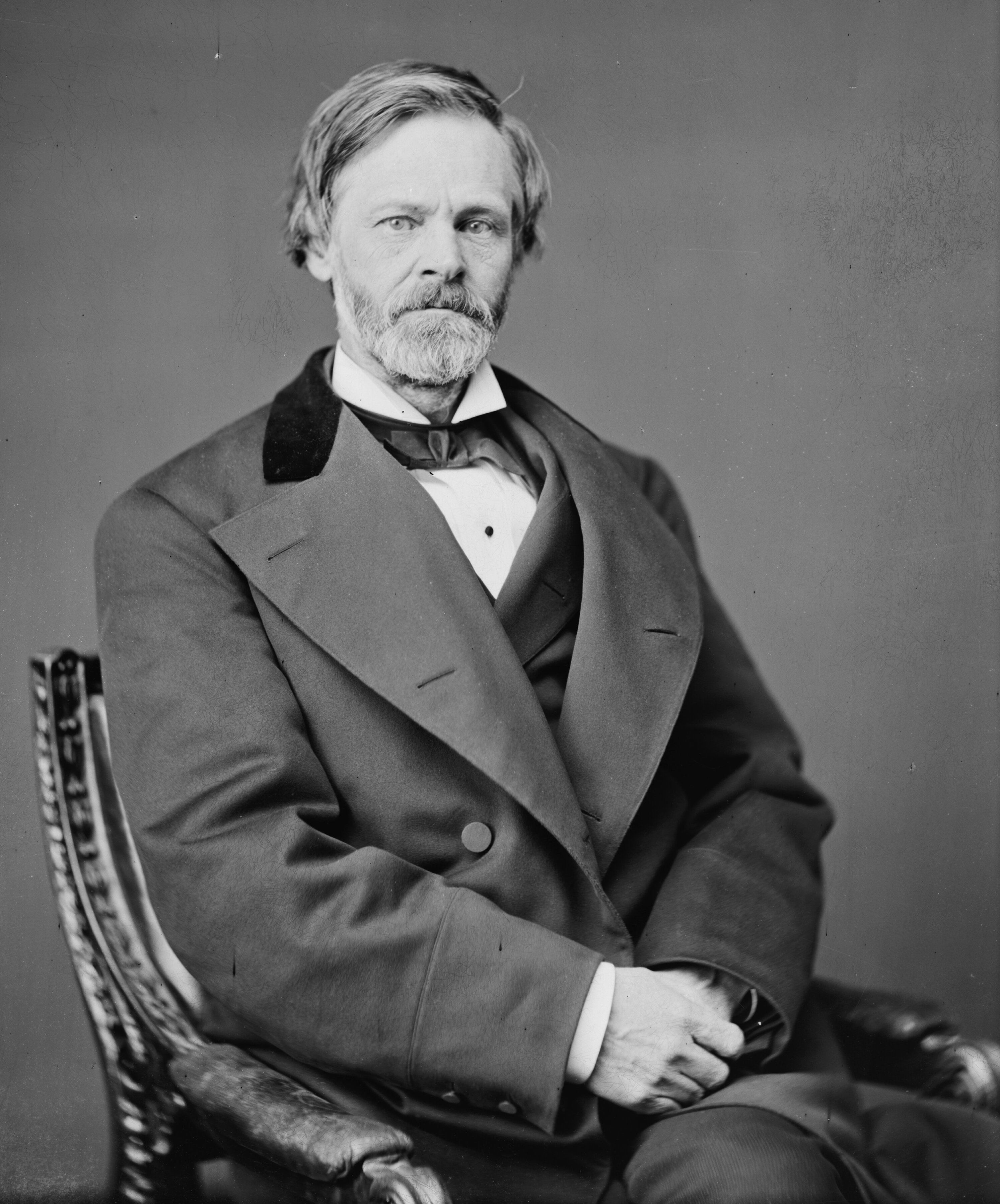
约翰·舍曼
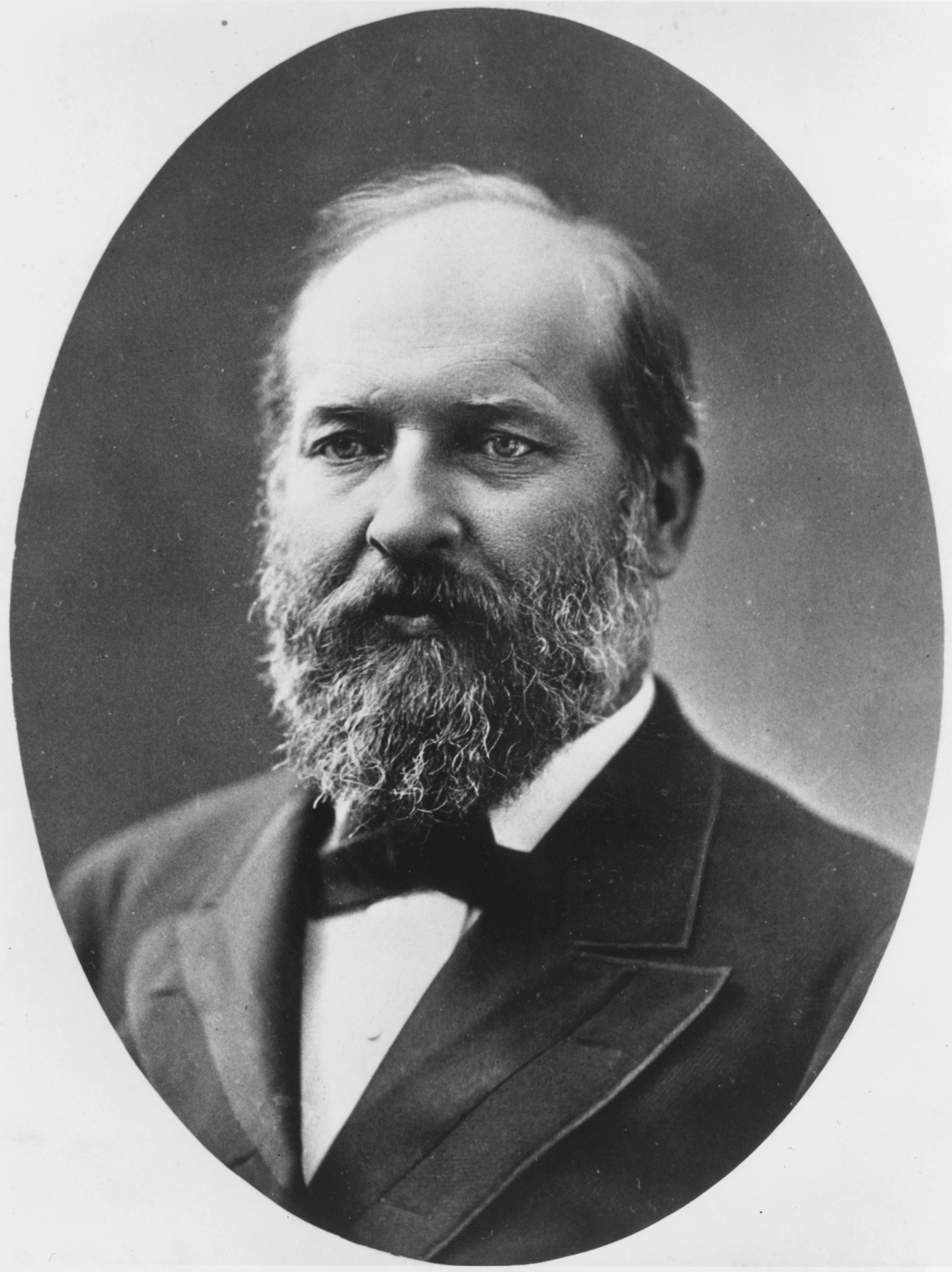
詹姆斯·艾布拉姆·加菲尔德

### 民主党
6月下旬，民主党全国大会在俄亥俄州的辛辛那提召开。大会一共正式提名了6位候选人，另外还有多人获得与会代表的投票支持。这其中得票率最高的两位分别是宾夕法尼亚州的温菲尔德·斯科特·汉考克少将和特拉华州联邦参议员托马斯·F·贝亚德。蒂尔登虽然不是正式候选人，但却对这次会议有着很大的影响力。许多民主党人都为蒂尔登1876年落败感到不平，希望能在1880年大选中团结起来把他送上总统宝座。但蒂尔登对再度参选的态度模稜两可，导致部分代表转投其他候选人阵营，但还是有一些选择忠于他们的老旗手。
大会开幕后，部分代表支持保守派参议员贝亚德，也有部分支持内战英雄、职业军人汉考克。还有些人选择倒向他们眼中蒂尔登的代言人，如俄亥俄州律师兼前联邦众议员亨利·B·佩恩（Henry B. Payne）；联邦众议院议长、来自宾夕法尼亚州的塞缪尔·J·兰德尔。会上的首轮投票未能决出胜负，第二轮投票开始前，蒂尔顿确定不会参加竞选，于是许多代表倒向汉考克，后者也得以在第二轮投票中获得提名。来自摇摆州印第安纳州的保守派政治家兼商人威廉·海登·英格利希成为副总统候选人。

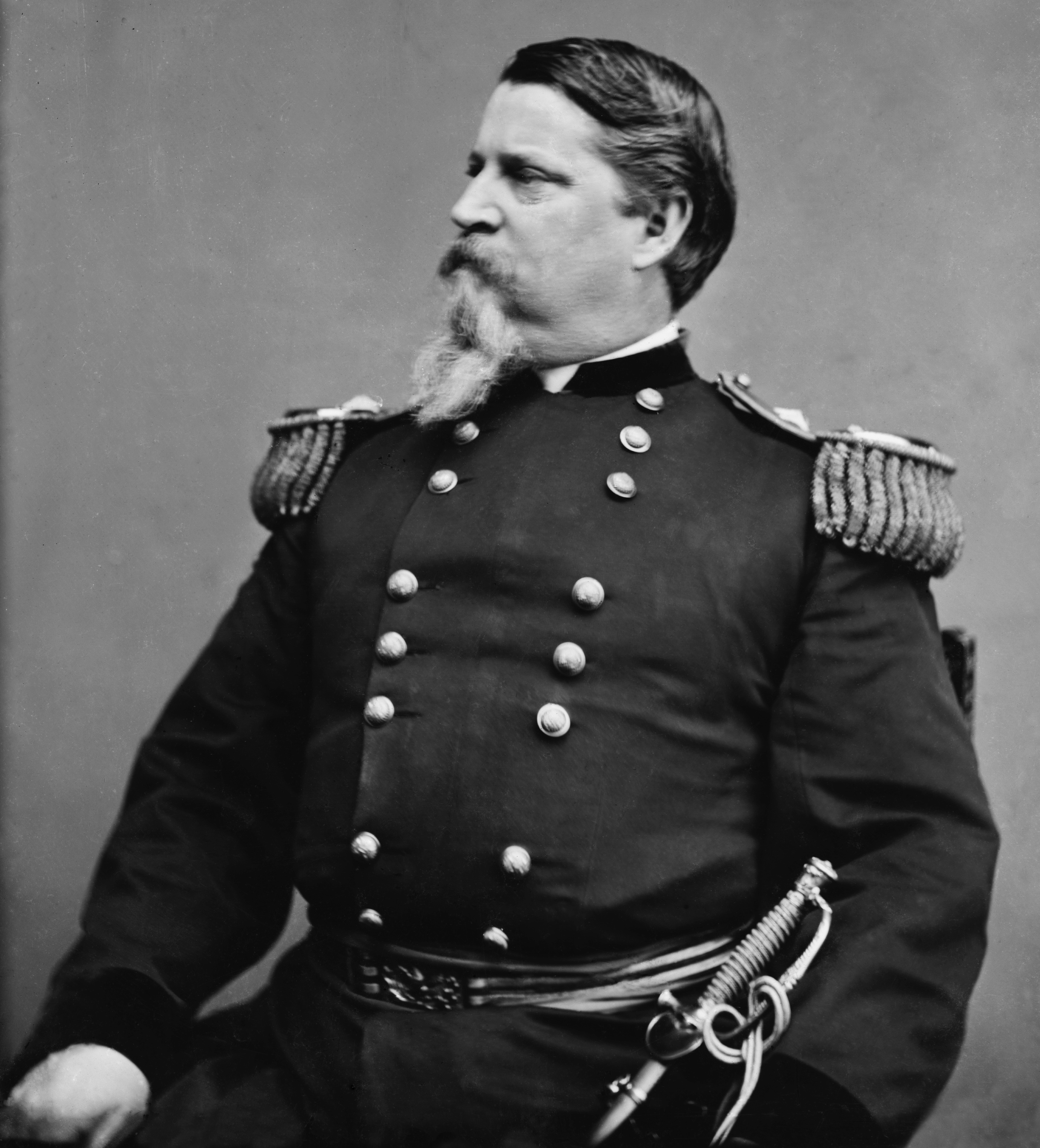
温菲尔德·斯科特·汉考克
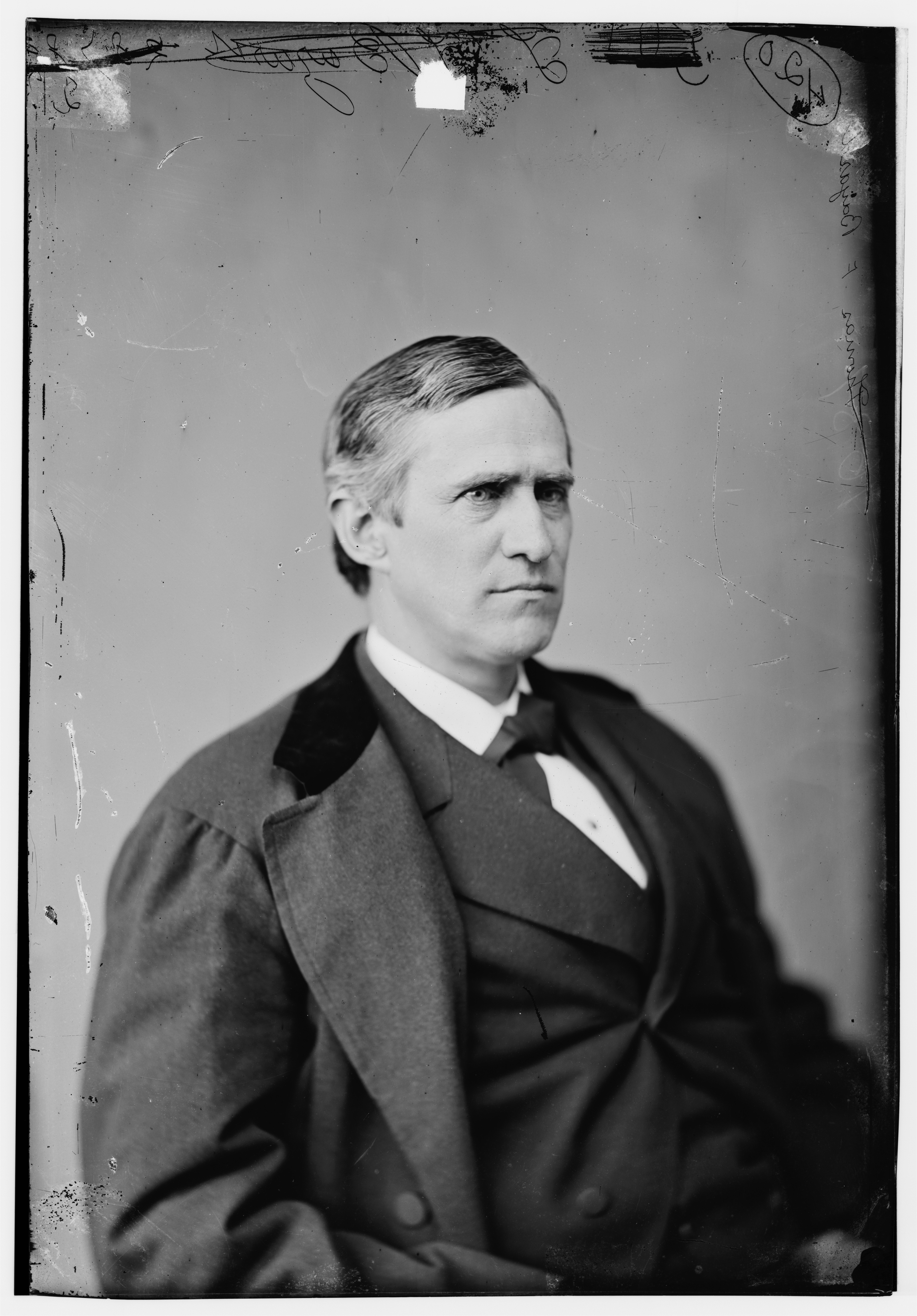
托马斯··贝亚德
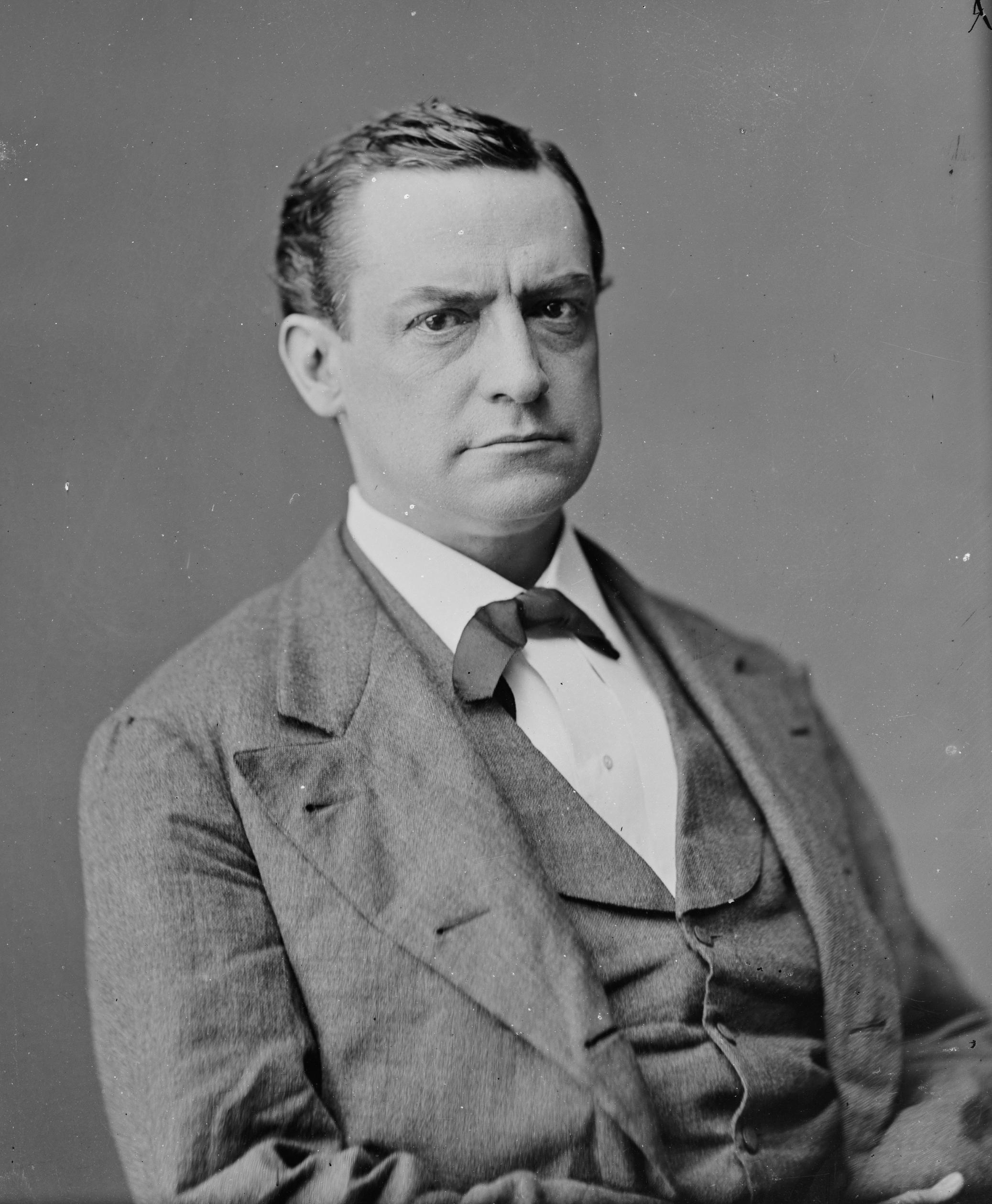
塞缪尔··兰德尔

### 其他
绿背党提名大会于6月9日起在芝加哥召开，地点正是共和党刚刚空出的芝加哥州际博览会大厦。绿背党这时还是美国政坛的新面孔，主要是于1873年恐慌引发经济衰退后在西部和南部发展壮大。南北战争期间，联邦国会授权发行“绿钞”，这种新的法定货币可以兑换政府债券，但不能兑换成黄金这样的传统货币。战争结束后，东部的民主党人和共和党人要求回复金本位，政府开始将绿钞退出市场流通。受货币供应量减少和经济衰退的共同影响，债务人、农民和劳工的生活更趋艰难，绿背党希望能吸引这部分选民支持。除放宽流通货币供应外，绿背党还支持八小时工作制，要求工厂设立安全规定并禁止雇佣童工。
争夺绿背党总统候选人提名的有6位人选。其中胜算最大的是艾奥瓦州联邦众议员兼内战将领詹姆斯·B·韦弗，不过另外两位联邦众议员，来自马萨诸塞州的本杰明·巴特勒（Benjamin F. Butler）和宾夕法尼亚州的亨德里克·赖特（Hendrick B. Wright）都有相当数量的追随者。韦弗很快就取得胜利，在第一轮投票中就得到850位与会代表中的多数支持。德克萨斯州商人、邦联退伍军人巴西莱·杰弗森·钱伯斯（Barzillai J. Chambers）同样在首轮投票中就赢得副总统候选人提名。大会代表在党纲内容上多有争执，不同派系在女性选举权、华人移民等问题上难以达成一致，但经过反复讨论，大会还是在党纲中明确支持改善用工环境、自由铸造银币、取缔童工和囚犯劳役、以及货币只能由政府而非银行发行等，还通过决议表态支持女性选举权。
禁酒党的提名大会也于6月在俄亥俄州克里夫兰召开。禁酒党与其说是政党，倒更像是运动组织，禁酒才是党员的主要关注点。大部分党员都来自虔敬教会，其中许多都曾是共和党人。只有12个州派出代表与会，会上通过的党纲决定只关注“酒精的罪恶”，对其他议题一概不闻不问。禁酒党推举的总统候选人是来自缅因州的内战将领尼尔·道。担任波特兰市长期间，道帮助通过《缅因法》（Maine law），禁止市内的酒类销售，该法也成为全国各地禁酒法律的样板。重新兴起的反共济会党提名约翰·W·菲尔普斯（John W. Phelps）竞选总统，菲尔普斯同样是内战将领，竞选纲领则是反对共济会。当时的政治预言家认为韦弗获胜的可能很小，道和菲尔普斯则毫无胜算。

## 候选人

### 加菲尔德

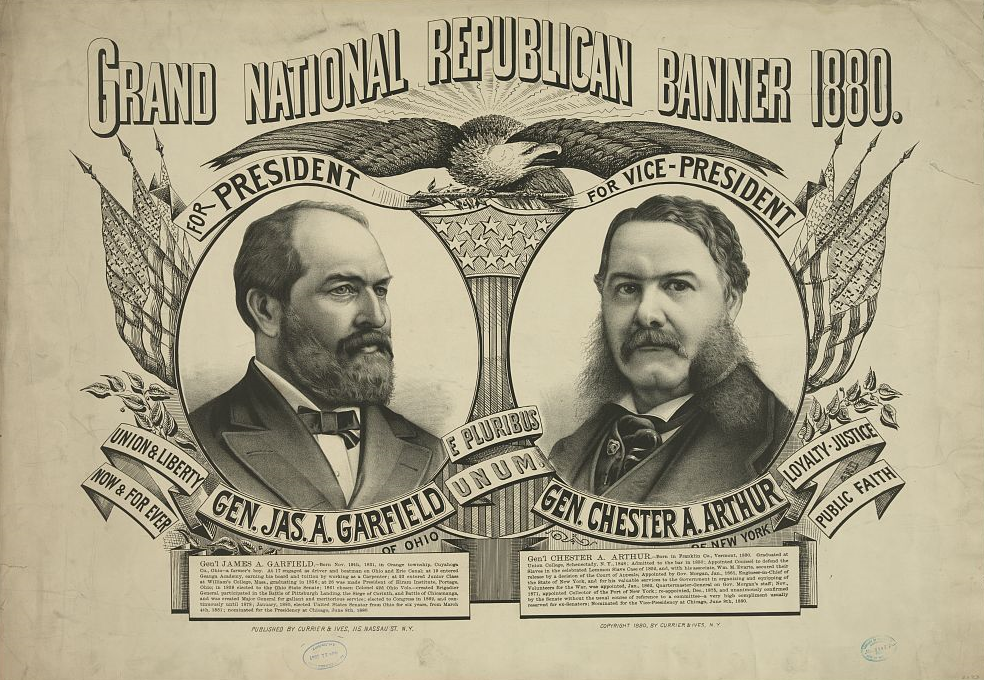
加菲尔德和亚瑟的竞选海报

詹姆斯·艾布拉姆·加菲尔德生于俄亥俄州一个不起眼的农场，家境贫寒，出生时就没了父亲，孤儿寡母相依为命。年轻时他到处打工，还曾在运河船上工作。17岁那年，他进入马萨诸塞州威廉斯敦的威廉姆斯学院学习，于1856年毕业。次年，加菲尔德以共和党人身份步入政坛。1858年，他和卢克丽霞·鲁道夫成婚，再于1859至1861年当选俄亥俄州参议员。加菲尔德反对南方脱离联邦，于内战期间加入北军，先后参与中央溪战役、希洛战役和奇卡莫加战役，官拜少将。1862年，他首度当选联邦众议员，代表俄亥俄州第19国会选区。加菲尔德在内战结束长年担任国会议员，在此期间坚定支持金本位，并以演讲技巧纯熟闻名。他起初认同激进派共和党人对重建的看法，但后来开始偏向以更加温和的方式保障自由人的公民权利。
获得提名后，加菲尔德同多位党派领导人会面，希望能让强硬派和温和派握手言和。根据党派领袖的建议，他在正式接受提名的信中表态支持高关税和稳健的货币政策，同时提请党派特别留意华人移民和公务员制度改革问题。在后两个问题上，加菲尔德都持温和立场，他呼吁对华人移居美国设立部分限制，并同中国政府重新谈判缔结条约。加菲尔德跨过公务员制度改革问题中两大共和党派系的立场鸿沟，称他也认为共和员制度应该改革，但又承诺会在任命官员时听取党派领导人的意见，20世纪的传记作家艾伦·佩斯金（Allan Peskin）对此表示，加菲尔德的立场“前后矛盾”。竞选期间，加菲尔德遵循传统回到家里，把竞选事项交给代理人打理。

### 汉考克

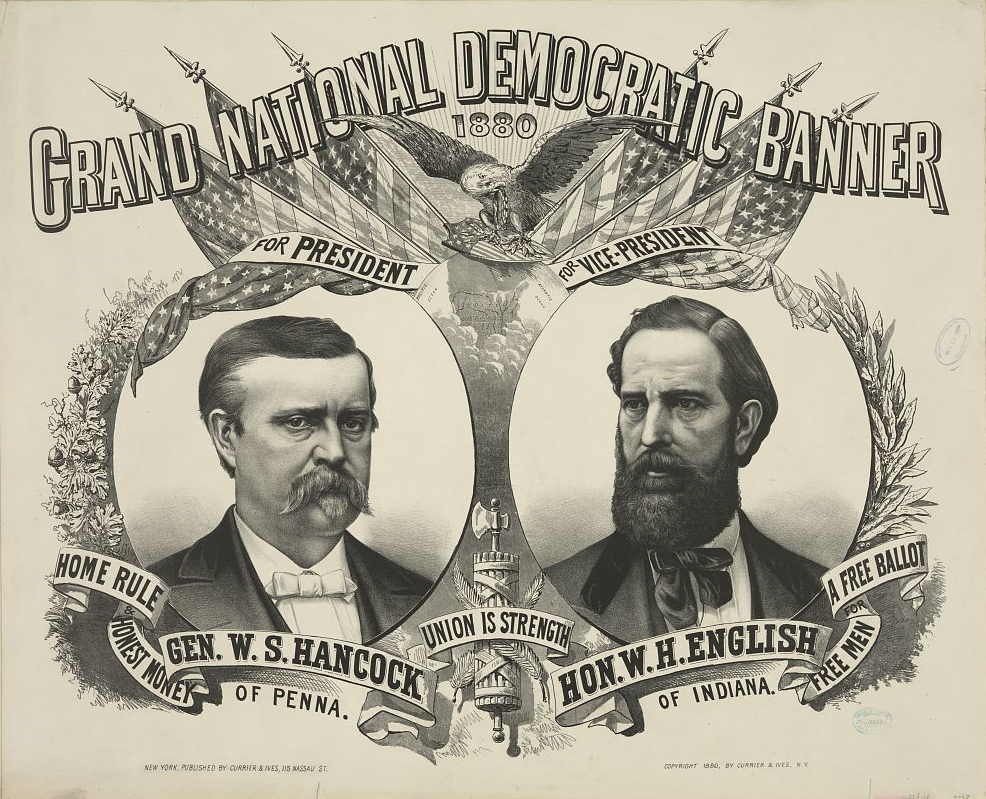
汉考克和英格利希的竞选海报

温菲尔德·斯科特·汉考克在宾夕法尼亚州出生并长大，他曾就读西点军校，并在陆军服役长达40载，曾参与美墨战争，还是内战期间的北军少将。他以1863年在盖茨堡之役中亲自领军对抗皮克特冲锋而闻名，被战友称为“卓绝的汉考克”。内战后他继续服役，不但参与了南部的军事重建，还驻守着西部边疆。重建时期，汉考克支持当时总统安德鲁·约翰逊的立场，致力于尽快结束对南方的军事占领，“恢复各民政部门自然而正当的主权地位”。背负盖兹堡战争英雄光环的同时，汉考在政治上独树一帜，一方面信仰民主党州权至上、有限政府的根本原则，另一方面又坚持着无懈可击的反分裂立场，这些因素共同影响，让他成为争夺总统宝座的有力人选。
汉考克于1880年7月正式获知自己得到提名，然后按传统回信表示接受。正如加菲尔德所做的那样，民主党候选人同样力图避免因声明引发争议，汉考克的传记作者大卫··乔丹（David M. Jordan）觉得这段声明“平淡无奇”。信中先是嘲笑共和党过去多年的统治，然后力图打消人们对民主党执政的顾虑，承诺他即使当选，也不会像共和党一直鼓吹的那样彻底推翻内战结果，推翻重建的影响。与政治老手加菲尔德相比，汉考克没有从政经验，接受提名的信里也没有对自己的政治倾向作进一步说明。汉考克在竞选期间一直坚守军事岗位，留在纽约港的加弗纳斯岛接见来访人士。

### 韦弗

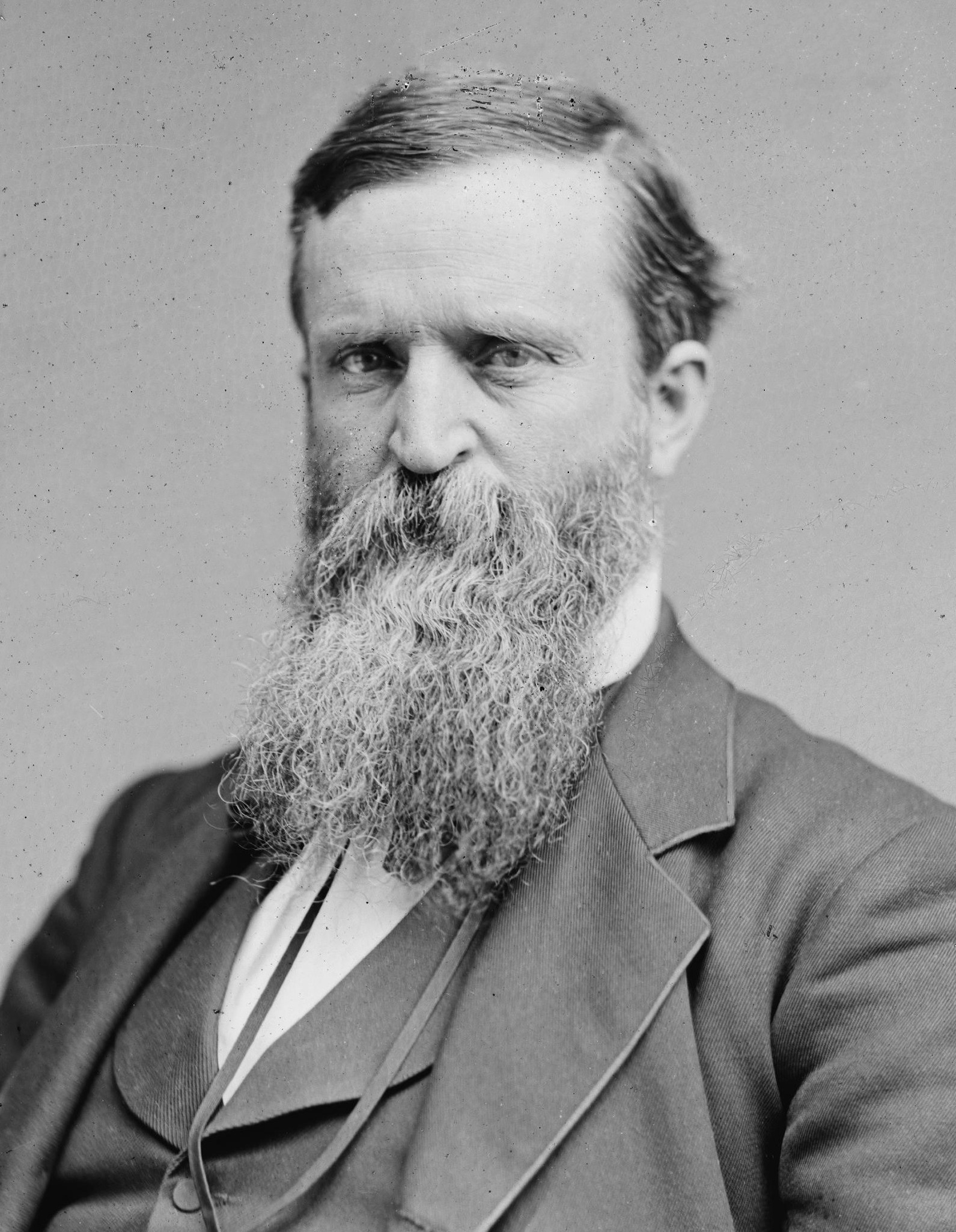
詹姆斯·B·韦弗

詹姆斯·贝尔德·韦弗生于俄亥俄州，但童年时迁居当时属边境州的爱荷华州，他的家人在这里取得了一片宅基地。他很年轻时就积极参与政治，是农民和劳工权益的倡导者。他坚信进步主义思潮，并为此先后加入并退出过多个政党。南北战争期间，韦弗进入北军服役，之后返回爱荷华州以共和党人身份竞选多份公职。由于连遭败绩，并且对共和党保守派的作为日益感到不满，韦弗于1877年转投绿背党，该党支持增加货币供应量并管制大型企业。成为绿背党人后，韦弗借着民主党的支持于1878年首度当选联邦众议员。
与共和、民主两大党派候选人不同，韦弗积极投身竞选，在全国各地发表演说。他的竞选搭档钱伯斯在提名大会结束后回家的路上从火车上摔下来导致骨折，所以无法四处竞选拜票，对竞选的贡献仅限于出版报纸。这年各党派提名的候选人中只有绿背党有来自南方州的政治家参选，所以韦弗期望能在南方抢占制高点。弗韦取胜的希望本来就很小，再加上他拒绝在民主、共和两党基本平分秋色的州中与民主党人携手，使得绿背党又失去了这些本来很有希望的州选民支持。随着竞选继续，韦弗支持种族融合的观点在南方引起暴力抗议，绿背党面临的障碍与共和党如出一辙：黑人的公民权利被逐渐剥夺。

## 竞选

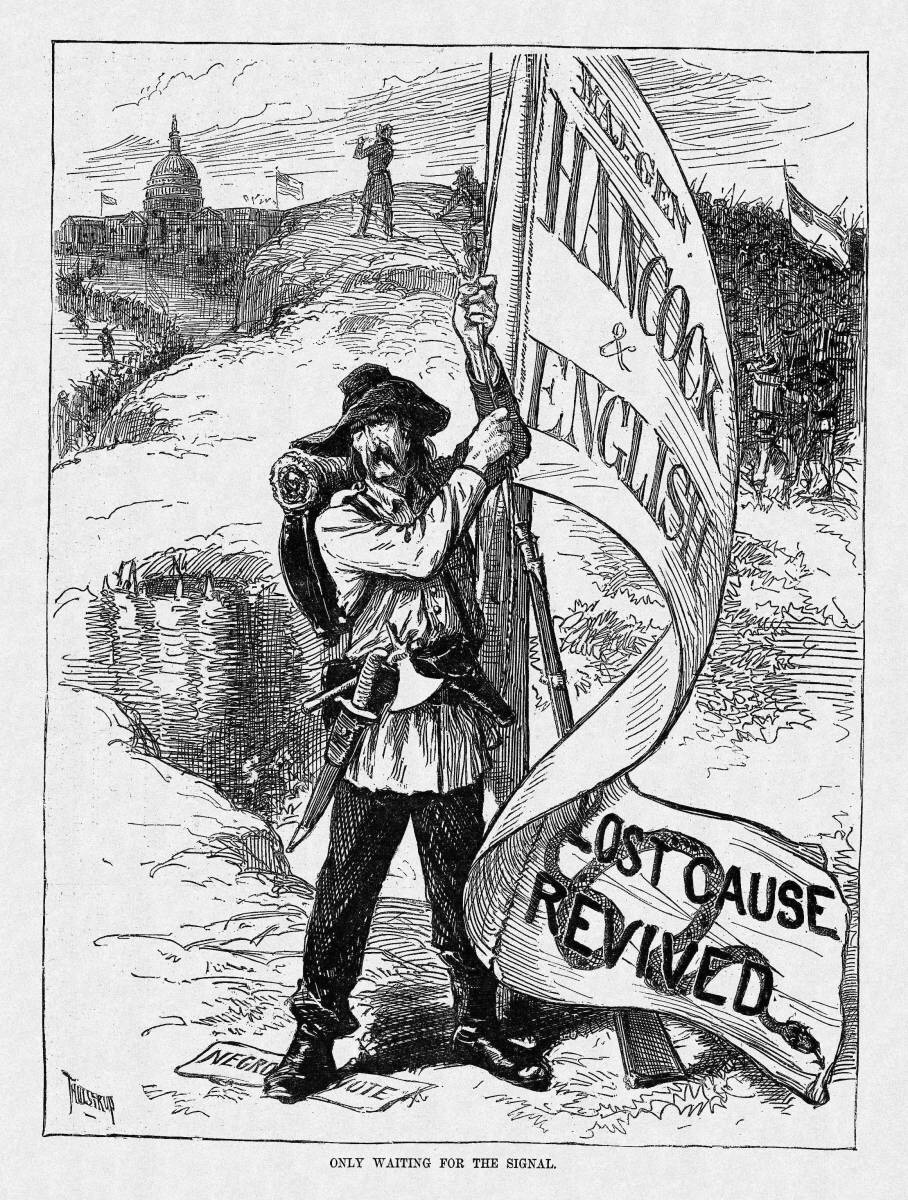
《哈珀周刊》刊登的这幅漫画暗示，如果汉考克当选，昔日战败的邦联将会推翻内战结果。

### 煽动报复和个人攻击
汉考克和民主党都将南方视为票仓，而北方大多数州则被视为加菲尔德和共和党人的安全地带。那个年代全国性选举中决定胜负的往往都是两党基本平分秋色的州，所以这次总统大选的竞选也主要是在这些州展开，其中包括纽约州和中西部的几个摇摆州。两大党派候选人的实际差异很小，因此共和党又开始采用煽动报复的标准战略，他们提醒北方选民，正是民主党导致祖国分裂和4年内战，该党一旦掌权就会窃取内战的胜利果实，让北军退伍将士蒙羞，用联邦国库中的钱去支付南方邦联退伍军人的养老金。由于战争已经过去15年，两党总统候选人都曾是北军将领，因此这一策略也就不再像过去那么有效。
民主党的竞选则着眼于抨击共和党候选人的品格，指责包括加菲尔德在内的许多国会议员曾在19世纪70年代初的动产信贷公司事件中涉嫌腐败和假公济私。加菲尔德在这起事件中的确切牵涉程度仍无定论，但多位现代作传记作家都认为，他在这起事件中的做为或多或少存在不当之处。民主党人以此事为突破口，凸显汉考克身为职业军官，一直同国会及游说分子保持距离的形象。许多共和党人不愿直接批评“盖兹堡的英雄”，但他们指称汉考克对多个竞选议题一无所知，还有一些将军昔日的战友站出来发表演说，批评汉考克的人品。民主党人始终没有说明，如果他们的提名人当选，能够给美国带来何等程度的改善，乔丹之后表示，民主党表明的态度很简单，即：“我的人就是比你的强”。
绿背党人需要争夺南方选民的支持，所以内战忠诚度对他们的影响更大。韦弗于7至8月在南方各州巡回演说，虽然当地的绿背党人不久前有获得一些胜利，但作为全国绿背党代表推举的候选人，韦弗在内战期间是统领北军的共和党将领，所以面临的阻力要大得多。再加上绿背党对黑人选民频频示好，威胁到当地民主党白人的根基，导致韦弗的集会上出现暴力事件，他的支持者也受到威胁。9至10月，韦弗到北方竞选，共和党人指控他有意摊薄选票，帮助民主党人拿下那些两大党派势均力敌的摇摆州。虽然韦弗拒绝在总统大选中同民主党携手，但绿背党候选人经常在州级选举中与民主党人合作并最终击败共和党候选人。这年9月，绿背党候选人哈里斯·普莱斯特德（Harris M. Plaisted）就通过与民主党人合作而在缅因州州长选举取胜，将在任共和党州长赶下宝座。缅因州经常被视为共和党自家后院，这次州长选举结果令加菲尔德的竞选团伙倍感震惊，开始反思之前煽动报复的竞选策略。

### 关税和移民

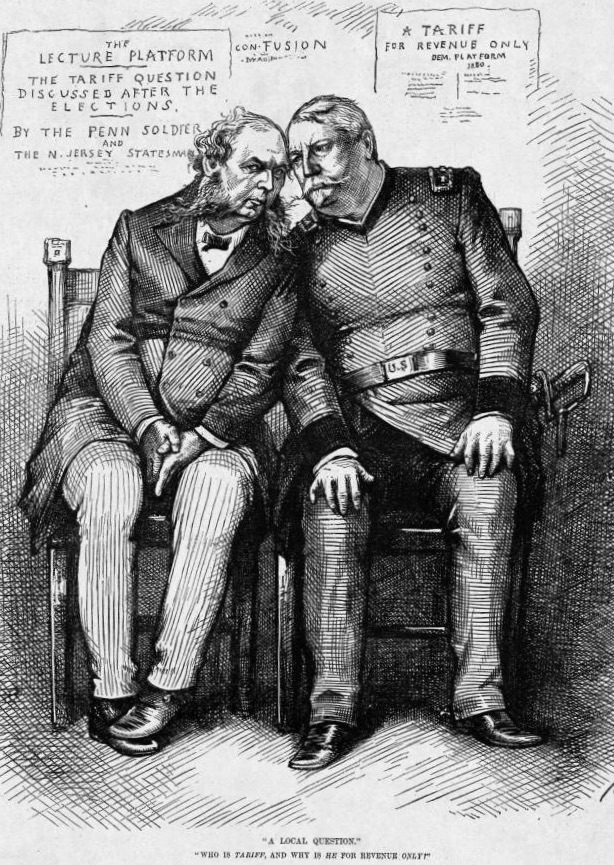
汉考克在关税问题上的立场有可能伤害了他在北方工人眼中的形象。

面对缅因州的失利，共和党开始更多地强调两党在政策上的分歧。他们同民主党人的一个显著差异表现在民主党党纲中提倡的“只对营收征收关税”，历史学家赫伯特··克兰西（Herbert J. Clancy）认为，这一说法“有意要模稜两可”，旨在吸引尽可能多的选民支持。加菲尔德的竞选团队据此宣称，民主党人对工人的困境缺乏同情，保护性高额关税会令外国商品价格偏高，有利于国内商品的销售，当时北方的工人都因此受益。对于民主党人来说，要争取过半选举人票，北方的工业州非常重要，但这一关税议题导致他们无法获得足够支持。汉考克试图对议题保持温和立场，称“关税问题属地方议题”，令情势雪上加霜。从现实角度而言，汉考克的说法并非完全荒诞无稽，关税优惠政策往往能够体现出地方的关注范围，但这种立场明显同民主党党纲不符，表明候选人对这个议题缺乏了解。
这种战术上的调整似乎颇具成效，俄亥俄州和印第安纳州在10月举行的州级选举都以共和党人获胜结束，民主党则对下个月的胜算忧心忡忡。民主党之所以选择英格利希人作为副总统候选人主要是看中他在印第安纳这一摇摆州的人气，随着党派在该州选举中失利，党派领导人甚至一度考虑另觅人选取代英格利希，但后者说服他们，10月的失利更多是因为地方性议题，11月的大选中民主党即便失去俄亥俄州，也仍然能够赢得印第安纳州。
选举前的最后几周里，华人移民问题进入视野。共和党、民主党和绿背党都在党纲中承诺会限制华人移民美国，避免西部本土出生的工人薪资被摊薄。但是，某家支持民主党的报纸于10月20日刊出一封信，据称是加菲尔德写给一些企业主，承诺将移民流入量保持在现有水平，确保企业主无需提升工人工资。加菲尔德谴责这封信不过是民主党人的阴谋诡计，但这时已有约10万份报纸寄往加利福尼亚州和俄勒冈州。加菲尔德的传记作者佩斯金认为，信件经证实为伪造后，共和党有可能因此在东部获得了更多的选票支持，但还是很可能导致加菲尔德在西部的得票数降低。

## 结果
所有选票点算完毕后，加菲尔德和汉考克的普选票差距还不到2000票，截至2012年大选，这仍然是美国所有总统大选中普选票差距最小的一次。选民也对这场选举投入极大热情，全美有资格的选民中78%投了票，这在美国历史上也属最高之列。两大主要党派的候选人赢得的普选票数均略超过总票数的48%，韦弗略超过3%，是绿背党4年前大选中所得票数的3倍。相比之下，其他候选人的表现远远不及，道和菲尔普斯获得的普选票数分别只占到总票数的0.1%和0.01%。总统大选中的微小差距同样在国会选举中体现，共和党人在联邦众议院赢得的议席数只比民主党人多12席，联邦参议院则是两党势均力敌。加菲尔德以两万票的优势拿下有110万选民投票、地位至关重要的纽约州，其他多个州的差距还要小得多，汉考克以仅22票的优势赢得加利福尼亚州。
从选举人票来看，双方的差距要大得多。汉考克正如之前预期的那样席卷南部，加菲尔德则赢得除新泽西州以外所有的北方州（新泽西州以仅2000票落败）。两位候选人都赢得19个州，但由于加菲尔德获胜的北方州人口更多，因此选举人票也更多，以214票远超仅155票的对手取胜。这样的投票结果也表明，北方结束重建撤出南方后，南方和北方的政治立场鸿沟还在进一步扩大。韦弗拒绝同民主党联手之举没有对结果产生影响，即便把民主党和绿背党获得的普选票合并，共和党也只会失去印第安纳州，选举人票上共和党人仍然占优。汉考克深信共和党人是通过欺诈手段夺得纽约州，但由于缺乏证据，并对4年前大选引发的争议记忆犹新，民主党没有深究。
| 总统候选人               | 政党     | 出身         | 普选票    | 普选票   | 选举人票 | 竞选伙伴             | 竞选伙伴   | 竞选伙伴 |
| 总统候选人               | 政党     | 出身         | 数目      | 比例     | 选举人票 | 副总统候选人         | 出身       | 选举人票 |
| ------------------------ | -------- | ------------ | --------- | -------- | -------- | -------------------- | ---------- | -------- |
| 詹姆斯·艾布拉姆·加菲尔德 | 共和党   | 俄亥俄州     | 4,446,158 | 48.27%   | 214      | 切斯特·艾伦·阿瑟     | 纽约州     | 214      |
| 温菲尔德·斯科特·汉考克   | 民主党   | 宾夕法尼亚州 | 4,444,260 | 48.25%   | 155      | 威廉·海登·英格利希   | 印第安纳州 | 155      |
| 詹姆斯·B·韦弗            | 绿背党   | 艾奥瓦州     | 305,997   | 3.32%    | 0        | 巴西莱·杰弗森·钱伯斯 | 德克萨斯州 | 0        |
| 尼尔·道                  | 禁酒党   | 缅因州       | 10,305    | 0.11%    | 0        | 亨利·亚当斯·汤普森   | 俄亥俄州   | 0        |
| 约翰·W·菲尔普斯          | 美国人党 | 佛蒙特州     | 707       | 0.01%    | 0        | 塞缪尔·波默罗伊      | 堪萨斯州   | 0        |
| 总计                     | 总计     | 总计         | 9,211,058 | 100%     | 369      |                      |            | 369      |
| 获胜需要                 | 获胜需要 | 获胜需要     | 获胜需要  | 获胜需要 | 185      |                      |            | 185      |

| \| 普选票 \| 普选票 \| 普选票 \| 普选票 \| 普选票 \| \| -------- \| -------- \| ------ \| ------ \| ------ \| \| \| \| \| \| \| \| 加菲尔德 \| 加菲尔德 \| \| 48.27% \| 48.27% \| \| 汉考克 \| 汉考克 \| \| 48.25% \| 48.25% \| \| 韦弗 \| 韦弗 \| \| 3.32% \| 3.32% \| \| 其他 \| 其他 \| \| 0.15% \| 0.15% \| |          |  |        |        |
| 普选票 |          |  |        |        |
| |          |  |        |        |
| 加菲尔德 | 加菲尔德 |  | 48.27% | 48.27% |
| 汉考克 | 汉考克   |  | 48.25% | 48.25% |
| 韦弗 | 韦弗     |  | 3.32%  | 3.32%  |
| 其他 | 其他     |  | 0.15%  | 0.15%  |

| \| 选举人票 \| 选举人票 \| 选举人票 \| 选举人票 \| 选举人票 \| \| -------- \| -------- \| -------- \| -------- \| -------- \| \| \| \| \| \| \| \| 加菲尔德 \| 加菲尔德 \| \| 57.99% \| 57.99% \| \| 汉考克 \| 汉考克 \| \| 42.01% \| 42.01% \| |          |  |        |        |
| 选举人票 |          |  |        |        |
| |          |  |        |        |
| 加菲尔德 | 加菲尔德 |  | 57.99% | 57.99% |
| 汉考克 | 汉考克   |  | 42.01% | 42.01% |

| 加菲尔德和阿瑟获胜的州   |
| 汉考克和英格利希获胜的州 |

| 各州投票结果 | 各州投票结果 | 各州投票结果           | 各州投票结果           | 各州投票结果           | 各州投票结果           | 各州投票结果           | 各州投票结果           | 各州投票结果       | 各州投票结果       | 各州投票结果       | 各州投票结果   | 各州投票结果   | 各州投票结果   | 各州投票结果 | 各州投票结果 | 各州投票结果 | 各州投票结果 |
|              |              | 詹姆斯·加菲尔德 共和党 | 詹姆斯·加菲尔德 共和党 | 詹姆斯·加菲尔德 共和党 | 温菲尔德·汉考克 民主党 | 温菲尔德·汉考克 民主党 | 温菲尔德·汉考克 民主党 | 詹姆斯·韦弗 绿背党 | 詹姆斯·韦弗 绿背党 | 詹姆斯·韦弗 绿背党 | 尼尔·道 禁酒党 | 尼尔·道 禁酒党 | 尼尔·道 禁酒党 | 差距         | 差距         | 州普选票总数 | 州普选票总数 |
| 州名         | 选举人 票数  | #                      | %                      | 选举人 票数            | #                      | %                      | 选举人 票数            | #                  | %                  | 选举人 票数        | #              | %              | 选举人 票数    | #            | %            | #            |              |
| ------------ | ------------ | ---------------------- | ---------------------- | ---------------------- | ---------------------- | ---------------------- | ---------------------- | ------------------ | ------------------ | ------------------ | -------------- | -------------- | -------------- | ------------ | ------------ | ------------ | ------------ |
| 阿拉巴马州   | 10           | 56,350                 | 37.10                  | -                      | 91,130                 | 59.99                  | 10                     | 4,422              | 2.91               | -                  | -              | -              | -              | -34,780      | -22.90       | 151,902      |              |
| 阿肯色州     | 6            | 41,661                 | 38.66                  | -                      | 60,489                 | 56.13                  | 6                      | 4,079              | 3.78               | -                  | -              | -              | -              | -18,828      | -17.47       | 107,772      |              |
| 加利福尼亚州 | 6            | 80,282                 | 48.89                  | 1                      | 80,426                 | 48.98                  | 5                      | 3,381              | 2.06               | -                  | 54             | 0.03           | -              | -144         | -0.09        | 164,218      |              |
| 科罗拉多州   | 3            | 27,450                 | 51.26                  | 3                      | 24,647                 | 46.03                  | -                      | 1,435              | 2.68               | -                  | -              | -              | -              | 2,803        | 5.23         | 53,546       |              |
| 康涅狄格州   | 6            | 67,071                 | 50.51                  | 6                      | 64,411                 | 48.50                  | -                      | 868                | 0.65               | -                  | 409            | 0.31           | -              | 2,660        | 2.00         | 132,798      |              |
| 特拉华州     | 3            | 14,148                 | 48.03                  | -                      | 15,181                 | 51.53                  | 3                      | 129                | 0.44               | -                  | -              | -              | -              | -1,033       | -3.51        | 29,458       |              |
| 佛罗里达州   | 4            | 23,654                 | 45.83                  | -                      | 27,964                 | 54.17                  | 4                      | -                  | -                  | -                  | -              | -              | -              | -4,310       | -8.35        | 51,618       |              |
| 乔治亚州     | 11           | 54,470                 | 34.59                  | -                      | 102,981                | 65.41                  | 11                     | -                  | -                  | -                  | -              | -              | -              | -48,511      | -30.81       | 157,451      |              |
| 伊利诺伊州   | 21           | 318,036                | 51.11                  | 21                     | 277,321                | 44.56                  | -                      | 26,358             | 4.24               | -                  | 440            | 0.07           | -              | 40,715       | 6.54         | 622,305      |              |
| 印第安那州   | 15           | 232,164                | 49.33                  | 15                     | 225,522                | 47.91                  | -                      | 12,986             | 2.76               | -                  | -              | -              | -              | 6,642        | 1.41         | 470,672      |              |
| 艾奥瓦州     | 11           | 183,904                | 56.99                  | 11                     | 105,845                | 32.80                  | -                      | 32,327             | 10.02              | -                  | 592            | 0.18           | -              | 78,059       | 24.19        | 322,668      |              |
| 堪萨斯州     | 5            | 121,549                | 60.40                  | 5                      | 59,801                 | 29.72                  | -                      | 19,851             | 9.86               | -                  | 10             | 0.00           | -              | 61,748       | 30.68        | 201,236      |              |
| 肯塔基州     | 12           | 106,490                | 39.87                  | -                      | 148,875                | 55.74                  | 12                     | 11,506             | 4.31               | -                  | 233            | 0.09           | -              | -42,385      | -15.87       | 267,104      |              |
| 路易斯安那州 | 8            | 38,978                 | 37.31                  | -                      | 65,047                 | 62.27                  | 8                      | 437                | 0.42               | -                  | -              | -              | -              | -26,069      | -24.96       | 104,462      |              |
| 缅因州       | 7            | 74,052                 | 51.46                  | 7                      | 65,211                 | 45.32                  | -                      | 4,409              | 3.06               | -                  | 92             | 0.06           | -              | 8,841        | 6.14         | 143,903      |              |
| 马里兰州     | 8            | 78,515                 | 45.59                  | -                      | 93,706                 | 54.41                  | 8                      | -                  | -                  | -                  | -              | -              | -              | -15,191      | -8.82        | 172,221      |              |
| 马萨诸塞州   | 13           | 165,198                | 58.53                  | 13                     | 111,720                | 39.58                  | -                      | 4,548              | 1.61               | -                  | 682            | 0.24           | -              | 53,478       | 18.95        | 282,265      |              |
| 密歇根州     | 11           | 185,335                | 52.49                  | 11                     | 131,597                | 37.27                  | -                      | 34,895             | 9.88               | -                  | 940            | 0.27           | -              | 53,738       | 15.22        | 353,079      |              |
| 明尼苏达州   | 5            | 93,902                 | 62.28                  | 5                      | 53,315                 | 35.36                  | -                      | 3,267              | 2.17               | -                  | 286            | 0.19           | -              | 40,587       | 26.92        | 150,770      |              |
| 密西西比州   | 8            | 34,844                 | 29.76                  | -                      | 75,750                 | 64.71                  | 8                      | 5,797              | 4.95               | -                  | -              | -              | -              | -40,906      | -34.94       | 117,068      |              |
| 密苏里州     | 15           | 153,647                | 38.67                  | -                      | 208,600                | 52.51                  | 15                     | 35,042             | 8.82               | -                  | -              | -              | -              | -54,953      | -13.83       | 397,289      |              |
| 内布拉斯加州 | 3            | 54,979                 | 62.87                  | 3                      | 28,523                 | 32.62                  | -                      | 3,950              | 4.52               | -                  | -              | -              | -              | 26,456       | 30.25        | 87,452       |              |
| 内华达州     | 3            | 8,732                  | 47.60                  | -                      | 9,613                  | 52.40                  | 3                      | -                  | -                  | -                  | -              | -              | -              | -881         | -4.80        | 18,345       |              |
| 新罕布什尔州 | 5            | 44,856                 | 51.94                  | 5                      | 40,797                 | 47.24                  | -                      | 528                | 0.61               | -                  | 180            | 0.21           | -              | 4,059        | 4.70         | 86,361       |              |
| 新泽西州     | 9            | 120,555                | 49.02                  | -                      | 122,565                | 49.84                  | 9                      | 2,617              | 1.06               | -                  | 191            | 0.08           | -              | -2,010       | -0.82        | 245,928      |              |
| 纽约州       | 35           | 555,544                | 50.32                  | 35                     | 534,511                | 48.42                  | -                      | 12,373             | 1.12               | -                  | 1,517          | 0.14           | -              | 21,033       | 1.91         | 1,103,945    |              |
| 北卡罗莱纳州 | 10           | 115,616                | 47.98                  | -                      | 124,204                | 51.55                  | 10                     | 1,126              | 0.47               | -                  | -              | -              | -              | -8,588       | -3.56        | 240,946      |              |
| 俄亥俄州     | 22           | 375,048                | 51.73                  | 22                     | 340,821                | 47.01                  | -                      | 6,456              | 0.89               | -                  | 2,616          | 0.36           | -              | 34,227       | 4.72         | 724,967      |              |
| 俄勒冈州     | 3            | 20,619                 | 50.51                  | 3                      | 19,955                 | 48.88                  | -                      | 249                | 0.61               | -                  | -              | -              | -              | 664          | 1.63         | 40,823       |              |
| 宾夕法尼亚州 | 29           | 444,704                | 50.84                  | 29                     | 407,428                | 46.57                  | -                      | 20,668             | 2.36               | -                  | 1,939          | 0.22           | -              | 37,276       | 4.26         | 874,783      |              |
| 罗德岛州     | 4            | 18,195                 | 62.24                  | 4                      | 10,779                 | 36.87                  | -                      | 236                | 0.81               | -                  | 20             | 0.07           | -              | 7,416        | 25.37        | 29,235       |              |
| 南卡罗莱纳州 | 7            | 57,954                 | 34.13                  | -                      | 111,236                | 65.51                  | 7                      | 567                | 0.33               | -                  | -              | -              | -              | -53,282      | -31.38       | 169,793      |              |
| 田纳西州     | 12           | 107,677                | 44.26                  | -                      | 129,569                | 53.26                  | 12                     | 6,017              | 2.47               | -                  | -              | -              | -              | -21,892      | -9.00        | 243,263      |              |
| 德克萨斯州   | 8            | 57,893                 | 23.95                  | -                      | 156,428                | 64.71                  | 8                      | 27,405             | 11.34              | -                  | -              | -              | -              | -98,535      | -40.76       | 241,726      |              |
| 佛蒙特州     | 5            | 45,091                 | 69.81                  | 5                      | 18,182                 | 28.15                  | -                      | 1,212              | 1.88               | -                  | -              | -              | -              | 26,909       | 41.66        | 64,594       |              |
| 弗吉尼亚州   | 11           | 83,533                 | 39.47                  | -                      | 128,083                | 60.53                  | 11                     | -                  | -                  | -                  | -              | -              | -              | -44,550      | -21.05       | 211,616      |              |
| 西弗吉尼亚州 | 5            | 46,243                 | 41.05                  | -                      | 57,390                 | 50.95                  | 5                      | 9,008              | 8.00               | -                  | -              | -              | -              | -11,147      | -9.90        | 112,641      |              |
| 威斯康星州   | 10           | 144,398                | 54.04                  | 10                     | 114,644                | 42.91                  | -                      | 7,986              | 2.99               | -                  | 68             | 0.03           | -              | 29,754       | 11.14        | 267,187      |              |
| 合计：       | 369          | 4,453,337              | 48.31                  | 214                    | 4,444,267              | 48.22                  | 155                    | 306,135            | 3.32               | -                  | 10,269         | 0.11           | -              | 9,070        | 0.10         | 9,217,410    | US           |

## 余波

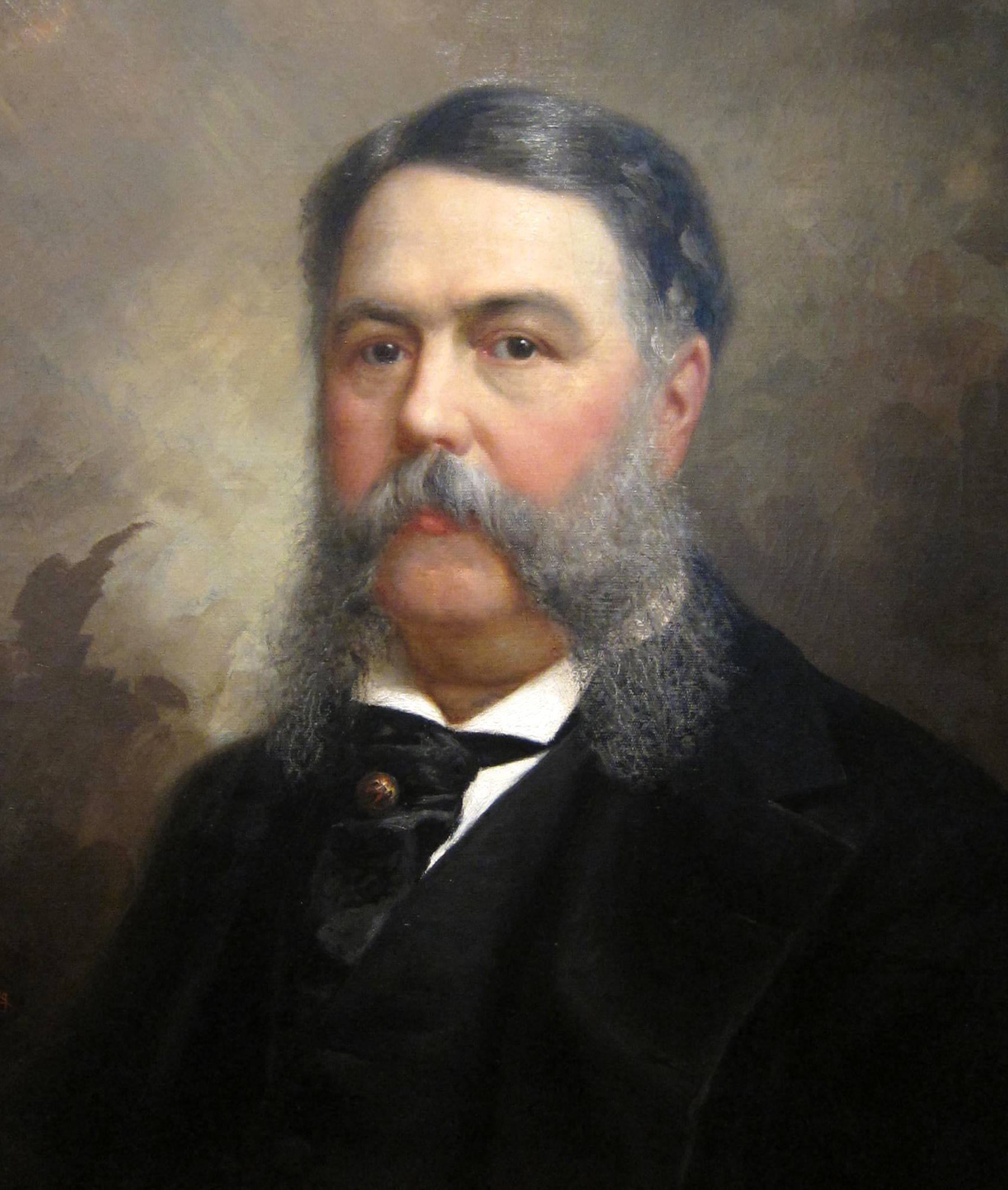
1881年加菲尔德遇刺，切斯特·艾伦·阿瑟（图）继任总统职位。

1881年3月，加菲尔德正式就职，选举前短暂团结起来的共和党很快就再度变得四分五裂。加菲尔德任命布莱恩进入内阁，康克林领导的强硬派对他们掌控的职位太少感到恼火，甚至在康克林的纽约州大本营也缺乏足够控制权。加菲尔德提名公务员制度改革的倡导者威廉·H·罗伯逊（William H. Robertson）就任纽约州最有利可图的政府职位，并且面对康克林的抗议也拒绝收回提名；康克林和盟友还以颜色，令两党基本势均力敌的联邦参议院在所有立法运作中都无法取得任何进展。5月，康克利和另一名纽约联邦参议员托马斯·普拉特（Thomas C. Platt）辞职以示抗议。两人本期望纽约州议会再度推举两人回到联邦参议院，但州议会的僵局却持续了几个月，最终两人均未当选。就在这场权力之争尘埃落定以前，悲剧发生了：精神上很不稳定的律师查尔斯·J·吉特奥因谋求官职不成，于1881年7月2日行刺加菲尔德，子弹打中总统肩膀和背部。
中枪后，加菲尔德又坚持了两个半月，于1881年9月19日与世长辞。纽约州强硬派共和党人、副总统切斯特·艾伦·阿瑟与当晚宣誓继任总统职务。在任总统死于谋求公务员职务者之手，这一事件激起全美范围内的公务员制度改革，曾是康克林派系政治机器成员的阿瑟也加入进来，积极推动改革。1883年，国会以跨党派多数通过《彭德尔顿公务员制度改革法案》，经过阿瑟签署，法案正式生效成为法律，对公务员任用制度进行改革。
国会还解决了华人移民问题，于1882年通过排华法案。阿瑟起初否决了一项在他看来违背美国和中国已签订条约的类似法案，但最终还是在修改后的折衷法案上签字，该法案禁止今后10年华人移民美国。关税虽然是1880年大选期间的重大议题，但在随后的4年里基本没有任何变化，国会虽有通过修订法案调低关税，但平均降低的税率尚不足2%。1884年，阿瑟半心半意地尝试竞选连任，但未能成功，于退休两年后谢世。
大选过后，汉考克继续坐镇大西洋战争部。他出席了加菲尔德的就职典礼，在两任新总统在职期间忠于职守。1885年，他还回到盖茨堡旧地重游。1886年，汉考克在糖尿病和痈的双重折磨下逝世。韦弗在19世纪80年代重返国会，又担任了4年众议员，并于1892年接受人民党提名再度竞选总统。

### 引用
1. ↑  Peskin 1980，第176頁.
2. ↑  Ackerman 2003，第220n頁.
3. 1 2 3 4 5 6  NARA 2012.
4. ↑  Clancy 1958，第242頁.
5. ↑  Jordan 1996，第306頁.
6. ↑  Peskin 1978，第510頁.
7. 1 2  Burnham 1955，第247–257頁.
8. ↑  Petersen 1963，第49頁.
9. ↑  Kleppner 1979，第298–299頁.
10. ↑  Kleppner 1979，第144頁.
11. ↑  Kleppner 1979，第180–197頁.
12. ↑  Kleppner 1979，第24–25頁.
13. ↑  Wiebe 1967，第31–37頁.
14. 1 2  Unger 1964，第14–16頁.
15. ↑  Unger 1964，第43–67頁.
16. ↑  Wiebe 1967，第6頁.
17. ↑  Unger 1964，第374–407頁.
18. 1 2  Peskin 1980，第175–176頁.
19. 1 2 3 4  Jordan 1996，第297頁.
20. 1 2  Clancy 1958，第17–21頁.
21. 1 2  Clancy 1958，第52–55頁.
22. 1 2  Clancy 1958，第22–23頁.
23. ↑  Hoogenboom 1995，第266–267頁.
24. ↑  Doenecke 1981，第17–19頁.
25. ↑  Peskin 1980，第178頁.
26. ↑  Peskin 1980，第179頁.
27. ↑  Ackerman 2003，第21頁.
28. ↑  McFeely 1981，第479–481頁.
29. ↑  Ackerman 2003，第96–101頁.
30. ↑  Ackerman 2003，第110–114頁.
31. ↑  Peskin 1978，第480–481頁.
32. ↑  Clancy 1958，第70–75, 124–126頁.
33. ↑  Clancy 1958，第138頁.
34. ↑  Clancy 1958，第139頁.
35. ↑  Jordan 1996，第281頁.
36. ↑  Clancy 1958，第115–116頁.
37. 1 2  Lause 2001，第22–29頁.
38. ↑  Unger 1964，第14–15頁.
39. ↑  Unger 1964，第16–17頁.
40. ↑  Clancy 1958，第163–164頁.
41. 1 2  Lause 2001，第81頁.
42. ↑  Lause 2001，第82頁.
43. 1 2  Clancy 1958，第164頁.
44. 1 2  Kleppner 1979，第252–255頁.
45. 1 2 3  Clancy 1958，第165頁.
46. ↑  Clancy 1958，第166頁.
47. ↑  Peskin 1978，第4–12頁.
48. ↑  Peskin 1978，第33–46頁.
49. ↑  Peskin 1978，第55–61頁.
50. ↑  Peskin 1978，第86–220頁.
51. ↑  Peskin 1978，第146–148頁.
52. ↑  Peskin 1978，第261–268頁.
53. ↑  Peskin 1978，第251–260頁.
54. ↑  Peskin 1978，第488–489頁.
55. 1 2  Peskin 1978，第482–483頁.
56. ↑  Peskin 1978，第483–484頁.
57. ↑  Peskin 1978，第498–500頁.
58. ↑  Jordan 1996，第5頁.
59. ↑  Jordan 1996，第203–212頁.
60. ↑  Clancy 1958，第68–70頁.
61. 1 2  Jordan 1996，第287–292頁.
62. 1 2  Jordan 1996，第282–293頁.
63. ↑  Jordan 1996，第288頁.
64. ↑  Mitchell 2008，第7–31頁.
65. ↑  Mitchell 2008，第55–59頁.
66. 1 2  Mitchell 2008，第68–74頁.
67. ↑  Mitchell 2008，第102–103頁.
68. ↑  Barr 1967，第282頁.
69. ↑  Lause 2001，第85–104頁.
70. 1 2 3  Lause 2001，第124–146頁.
71. 1 2 3  Lause 2001，第105–124頁.
72. ↑  Jensen 1971，第xv–xvi頁.
73. ↑  Clancy 1958，第175–180頁.
74. 1 2  Peskin 1978，第493–494頁.
75. 1 2  Cherny 1997，第67頁.
76. ↑  Peskin 1978，第354–362頁.
77. ↑  Clancy 1958，第201–204頁.
78. ↑  Jordan 1996，第296頁.
79. ↑  Lause 2001，第153頁.
80. ↑  Clancy 1958，第196–197頁.
81. ↑  Clancy 1958，第162頁.
82. ↑  Jordan 1996，第297-301頁.
83. 1 2  Jordan 1996，第297–301頁.
84. ↑  Peskin 1978，第506–507頁.
85. ↑  Hinckley 1980，第392頁.
86. ↑  Peskin 1978，第507–510頁.
87. 1 2  Peskin 1978，第512頁.
88. 1 2 3 4  Clancy 1958，第243頁.
89. 1 2 3 4  Peskin 1978，第511頁.
90. ↑  Ackerman 2003，第220頁.
91. 1 2  Cherny 1997，第68頁.
92. ↑  Clancy 1958，第243–246頁.
93. ↑  Ackerman 2003，第221頁.
94. 1 2  Peskin 1978，第559–572頁.
95. ↑  Ackerman 2003，第368–370, 432–433頁.
96. ↑  Ackerman 2003，第335–340頁.
97. 1 2  Peskin 1978，第604–608頁.
98. ↑  Cherny 1997，第70頁.
99. ↑  Cherny 1997，第73頁.
100. ↑  Reeves 1975，第278–279頁.
101. ↑  Reeves 1975，第330–335頁.
102. ↑  Reeves 1975，第368–418頁.
103. ↑  Jordan 1996，第307頁.
104. ↑  Jordan 1996，第309頁.
105. ↑  Jordan 1996，第313頁.
106. ↑  Jordan 1996，第314–315頁.
107. ↑  Cherny 1997，第109–110頁.